# Reprezentacja Czech na żużlu
Reprezentacja Czech na żużlu – grupa żużlowców reprezentujących Republikę Czeską w sportowych imprezach międzynarodowych. Za jej funkcjonowanie odpowiedzialna jest Komise ploché dráhy, działająca jako organ krajowej federacji motocyklowej Autoklub České republiky (ACCR).

## Kadra
Następujący żużlowcy zostali powołani do kadry przez Komisję Żużlową na sezon 2022:
Seniorzy:
- Eduard Krčmář
- Václav Milík

Juniorzy:
- Petr Chlupáč
- Daniel Klíma
- Jan Kvěch

W trakcie sezonu na poszczególne zawody powoływani byli również: Bruno Belan, Jakub Exler i Matouš Kameník. Menedżerem reprezentacji jest Zdeněk Schneiderwind.

## Osiągnięcia

### Mistrzostwa świata
Drużynowe mistrzostwa świata
- 2. miejsce (1): 1999

Drużynowe mistrzostwa świata juniorów
- 2. miejsce (1): 2022
- 3. miejsce (2): 2007, 2013

Indywidualne mistrzostwa świata juniorów
- 1. miejsce (1):
  - 2002 – Lukáš Dryml
- 2. miejsce (4):
  - 1999 – Aleš Dryml
  - 2001 – Lukáš Dryml
  - 2005 – Tomáš Suchánek
  - 2022 – Jan Kvěch

### Mistrzostwa Europy
Drużynowe mistrzostwa Europy juniorów
- 2. miejsce (1): 2024
- 3. miejsce (3): 2010, 2013, 2014

Mistrzostwa Europy par
- 1. miejsce (5): 2004, 2007, 2009, 2010, 2014
- 2. miejsce (4): 2005, 2008, 2019, 2022
- 3. miejsce (2): 2015, 2025

Indywidualne mistrzostwa Europy
- 1. miejsce (2):
  - 2001 – Bohumil Brhel
  - 2012 – Aleš Dryml
- 2. miejsce (3):
  - 2005 – Aleš Dryml
  - 2010 – Aleš Dryml
  - 2016 – Václav Milík
- 3. miejsce (3):
  - 2009 – Aleš Dryml
  - 2011 – Aleš Dryml
  - 2017 – Václav Milík

Indywidualne mistrzostwa Europy juniorów
- 1. miejsce (2):
  - 2000 – Lukáš Dryml
  - 2014 – Václav Milík
- 2. miejsce (2):
  - 1998 – Aleš Dryml
  - 2016 – Eduard Krčmář
- 3. miejsce (1):
  - 2007 – Filip Šitera

### Pozostałe
Puchar Europy par U-19
- 1. miejsce (1): 2020

Indywidualny Puchar Europy U-19
- 1. miejsce (2):
  - 2019 – Jan Kvěch
  - 2020 – Jan Kvěch
- 3. miejsce (1):
  - 2020 – Daniel Klíma

## Czescy Mistrzowie Świata
| Imię i nazwisko | Tytuły MŚ | Indywidualni (1936–1938, od 1949) | Indywidualni (1936–1938, od 1949) | Pary (1970–1993) | Pary (1970–1993) | Drużynowi (od 1960) | Drużynowi (od 1960) | Tytuły MŚJ | Indywidualni U-21 (od 1988) | Indywidualni U-21 (od 1988) | Drużynowi U-21 (od 2005) | Drużynowi U-21 (od 2005) | Tytuły łącznie |
| Imię i nazwisko | Tytuły MŚ | Łącznie                           | Lata                              | Łącznie          | Lata             | Łącznie             | Lata                | Tytuły MŚJ | Łącznie                     | Lata                        | Łącznie                  | Lata                     | Tytuły łącznie |
| --------------- | --------- | --------------------------------- | --------------------------------- | ---------------- | ---------------- | ------------------- | ------------------- | ---------- | --------------------------- | --------------------------- | ------------------------ | ------------------------ | -------------- |
| Lukáš Dryml     |           |                                   |                                   |                  |                  |                     |                     | 1          | 1                           | 2002                        |                          |                          | 1              |

## Czescy Mistrzowie Europy
| Imię i nazwisko | Tytuły ME | Indywidualni (od 2001) | Indywidualni (od 2001) | Pary (od 2004) | Pary (od 2004)         | Drużynowi (od 2022) | Drużynowi (od 2022) | Tytuły MEJ | Indywidualni U-19 (od 1998) | Indywidualni U-19 (od 1998) | Pary U-19 (od 2021) | Pary U-19 (od 2021) | Drużynowi U-24 (od 2008) | Drużynowi U-24 (od 2008) | Tytuły łącznie |
| Imię i nazwisko | Tytuły ME | Łącznie                | Lata                   | Łącznie        | Lata                   | Łącznie             | Lata                | Tytuły MEJ | Łącznie                     | Lata                        | Łącznie             | Lata                | Łącznie                  | Lata                     | Tytuły łącznie |
| --------------- | --------- | ---------------------- | ---------------------- | -------------- | ---------------------- | ------------------- | ------------------- | ---------- | --------------------------- | --------------------------- | ------------------- | ------------------- | ------------------------ | ------------------------ | -------------- |
| Bohumil Brhel   | 2         | 1                      | 2001                   | 1              | 2004                   |                     |                     |            |                             |                             |                     |                     |                          |                          | 2              |
| Aleš Dryml      | 5         | 1                      | 2012                   | 4              | 2004, 2007, 2009, 2010 |                     |                     |            |                             |                             |                     |                     |                          |                          | 5              |
| Lukáš Dryml     | 4         |                        |                        | 4              | 2004, 2007, 2009, 2010 |                     |                     | 1          | 1                           | 2000                        |                     |                     |                          |                          | 5              |
| Eduard Krčmář   | 1         |                        |                        | 1              | 2014                   |                     |                     |            |                             |                             |                     |                     |                          |                          | 1              |
| Matěj Kůs       | 2         |                        |                        | 2              | 2009, 2010             |                     |                     |            |                             |                             |                     |                     |                          |                          | 2              |
| Václav Milík    | 1         |                        |                        | 1              | 2014                   |                     |                     | 1          | 1                           | 2014                        |                     |                     |                          |                          | 2              |
| Zdeněk Simota   | 1         |                        |                        | 1              | 2007                   |                     |                     |            |                             |                             |                     |                     |                          |                          | 1              |
| Tomáš Suchánek  | 1         |                        |                        | 1              | 2014                   |                     |                     |            |                             |                             |                     |                     |                          |                          | 1              |